# Johann Christoph Pepusch

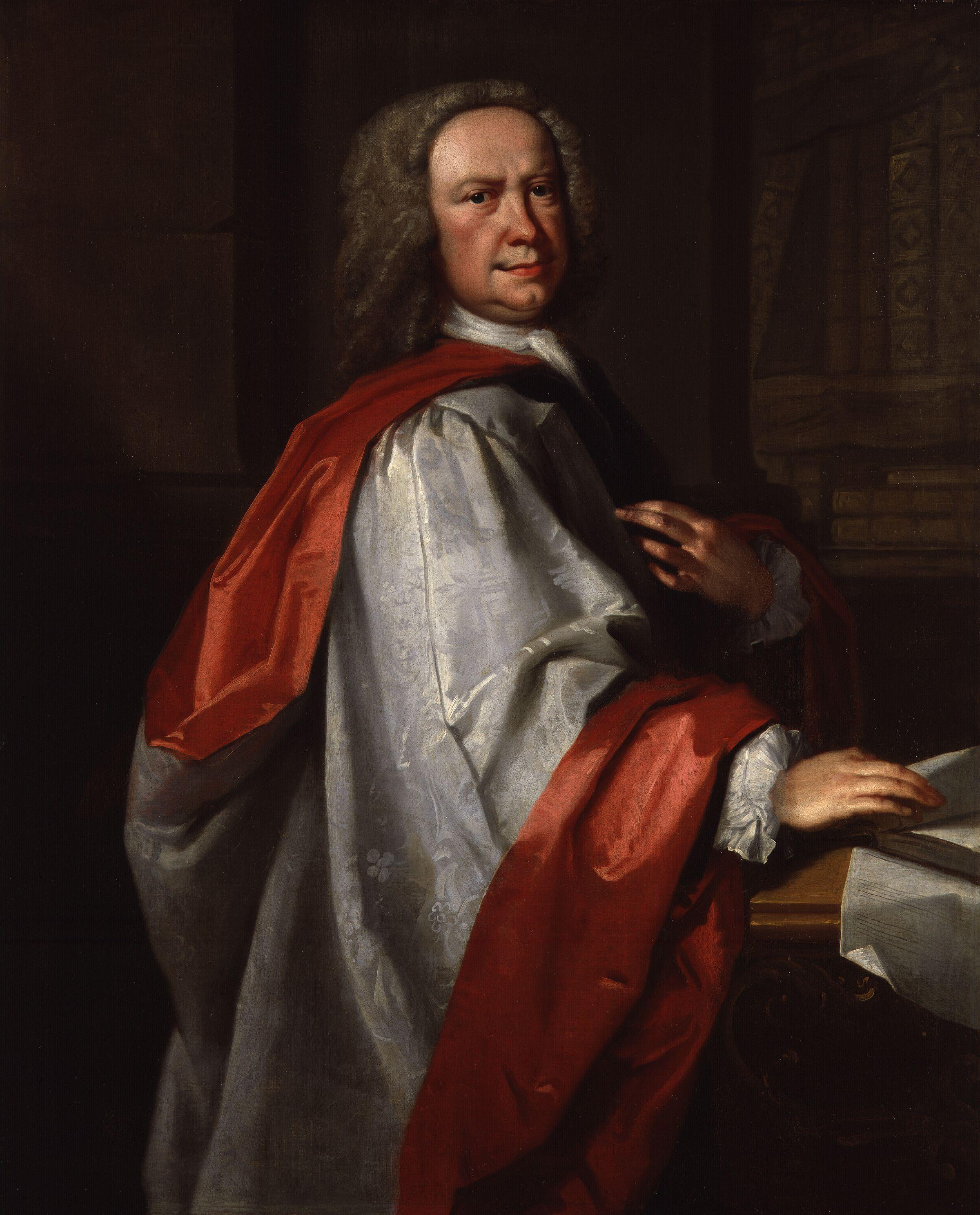
Johann Christoph Pepusch

Johann Christoph Pepusch (1667 - 20 de julio de 1752) fue un compositor de origen alemán que pasó la mayor parte de su vida profesional en Inglaterra.
Pepusch nació en Berlín. A la edad de 14 años, fue elegido para la corte prusiana. Alrededor de 1700, se estableció en Inglaterra, donde se considera que fue uno de los fundadores, en 1726, de la Academy of Vocal Music, que alrededor de 1730 pasó a llamarse Academy of Ancient Music.
Pepusch permaneció como Director de la Academia hasta su muerte en 1752, tras la cual fue sucedido por Benjamin Cooke. Pepusch murió en Londres.
Durante un período de veinte años, Pepusch dirigió el establecimiento musical en Cannons, una gran casa al noroeste de Londres. Fue empleado allí por James Brydges, 1.er Duque de Chandos. Allí, en Cannons, trabajó durante un par de años junto a George Frideric Handel.
Aunque Pepusch ahora es más conocido por su arreglo de la música para The Beggar's Opera (1728), con el libreto de John Gay, compuso muchas otras obras, incluida música escénica y eclesiástica, así como conciertos y sonatas.